# José Braulio Alemán
José Braulio Cástulo Alemán Urquía (Santa Clara, 26 de marzo de 1864-La Habana, 15 de enero de 1930) fue un periodista, patriota y político cubano que llegó a alcanzar el grado de mayor general en la Guerra de Independencia cubana de 1895. Fue secretario de Instrucción Pública y Bellas Artes y senador por Las Villas durante la República de Cuba.

## Orígenes y primeros años
Nació en la ciudad de Santa Clara el 26 de marzo de 1864. Sus padres eran canarios, Antonio Alemán Romero y María Urquía Espino. Realizó sus estudios en La Habana, en los colegios San Francisco de Asís y en el Real Cubano, pasando después a la Universidad, donde se matriculó en la escuela de Derecho, pero no llegó a terminar su carrera, pues decidió consagrarse a la carrera del periodismo. Era masón.

## Actividad durante la colonia
Durante el período entreguerras (1878-1895) la actividad periodística constituyó para él un arma de combate -abandonó su carrera de derecho para ejercer el periodismo.
Desarrolló su labor en los periódicos El Horizonte (fue clausurado por el gobierno español), La Protesta y El Porvenir manteniendo el ideal de libertad e independencia del pueblo cubano en medio de las persecuciones y el peligro debido a su oposición al régimen español que suponía el exilio, muerte o pérdida de intereses individuales.
En La Protesta resultaron rigurosas sus campañas en contra de la inmoralidad administrativa, el caciquismo entronizado, la reacción y la intransigencia, lo que le mereció opiniones encontradas hasta ser clausurado el periódico por el gobierno español. En 1892, José Martí lo hace delegado de la Revolución en Villa Clara.

## Guerra Necesaria
Al comenzar la gesta independentista en 1895, Alemán se lanza a los campos de batalla, destacándose por su capacidad militar. El 13 de septiembre de 1895 fue nombrado teniente coronel, jefe del Regimiento de Caballería por el brigadier de Estado Mayor General del 4.º Cuerpo comandado por José María Rodríguez Rodríguez.
El 15 de octubre de 1895 es nombrado coronel por el jefe de la 2.ª División del 4.º Cuerpo. El 12 de enero de 1896 se convirtió en jefe en comisión de la primera Brigada de la 2.ª División del Cuarto Cuerpo. El 25 de marzo de 1896 fue nombrado por el general en jefe, jefe de la 2.ª Brigada de la 2.ª División del 4.º Cuerpo. En 1897, fue designado inspector general del Ejército Libertador. Entró junto con el general José de Jesús Monteagudo y el Ejército Libertador a su natal ciudad de Santa Clara el 31 de diciembre de 1898.
Participó como delegado de Las Villas en la Asamblea de la Yaya, donde fue elegido por voto unánime secretario de Guerra de la República de Cuba en Armas. Fue el autor principal de la Constitución cubana de 1897 aprobada allí. Terminó la guerra con grado de mayor general (general de división).

## Últimos años y muerte
Durante la primera ocupación militar (1898-1902), no ocupó cargo alguno y se opuso a la Enmienda Platt aplicada a la Constitución de 1901, de la cual fue uno de sus principales autores.
Durante la república previa a 1933 llegó a ocupar el cargo de gobernador provincial de Las Villas. Mantuvo siempre una actitud antiimperialista y patriótica, realizando proclamaciones donde muestra claramente su oposición a la anexión.
Desempeñó también el cargo de embajador de Cuba en México y de secretario de Instrucción Pública y Bellas Artes de Cuba durante el gobierno de Gerardo Machado. Fue elegido senador por la provincia de Las Villas. Murió en La Habana, el 15 de enero de 1930.

## Familia
Fue padre de José Manuel Alemán Casharo (Cuba, 1905-La Habana, 1950), alias El Bicho, contador comercial, ministro de Educación en el gobierno de Ramón Grau San Martín, después ministro sin cartera de ese gobierno, acusado de corrupto. Tuvo dos hijos: José Braulio y Elena Paulina, de dos matrimonios. Apoyó la Expedición de Cayo Confites en 1947. Fue senador por el Partido Auténtico desde 1948. Millonario con propiedades en Cuba y Florida. Murió de cáncer (Enfermedad de Hodgkin) en La Habana en 1950, y su funeral fue en el Capitolio de La Habana. José Braulio Cástulo es el abuelo paterno de José Braulio Alemán Gutiérrez (Cuba, 1931-Miami, 1983), hijo de Alemán Casharo, millonario cubanoamericano arruinado, que se opuso a la dictadura de Batista y apoyó a la guerrilla de Fidel Castro; salió de Cuba en 1957 y se radicó en Miami. Regresó a Cuba en 1959, y retornó a Miami porque el gobierno de Castro confiscó sus propiedades. En Estados Unidos fue informante del FBI y perteneció a organizaciones anticastristas. Padeció de enfermedad mental, asesinó a una tía e hirió a otros familiares en 1983, y luego se suicidó.